# Chevinay
Chevinay is een gemeente in het Franse departement Rhône (regio Auvergne-Rhône-Alpes) en telt 529 inwoners (2004). De plaats maakt deel uit van het arrondissement Villefranche-sur-Saône.

## Geografie
De oppervlakte van Chevinay bedraagt 8,8 km², de bevolkingsdichtheid is 60,1 inwoners per km².
De onderstaande kaart toont de ligging van Chevinay met de belangrijkste infrastructuur en aangrenzende gemeenten.

## Demografie
Onderstaande figuur toont het verloop van het inwonertal (bron: INSEE-tellingen).